# Nimgiri
Nimgiri (Nyamgiri) és una serralada de muntanyes del districte de Vizagapatam o Visakhapatnam a Andhra Pradesh, amb una altura màxima d'uns 1.500 metres que corre paral·lela a la principal cadena dels Ghats Orientals de la que està separada per valls de poca amplada. El riu Vamsadhara neix en aquestes muntanyes. Un coll destacat és el de la gorga de Papekonmama.